# Джиммі Дікінсон
Джеймс "Джиммі" Вільям Дікінсон MBE (англ. James "Jimmy" William Dickinson; 25 квітня 1925, Алтон — 8 листопада 1982, Алтон) — англійський футболіст, що грав на позиції півзахисника, зокрема, за клуб «Портсмут», а також другу збірну Англії. По завершенні ігрової кар'єри — тренер.
Дворазовий чемпіон Англії. Дворазовий володар Суперкубка Англії з футболу. 

## Клубна кар'єра
У футболі дебютував 1946 року виступами за команду «Портсмут», кольори якої і захищав протягом усієї своєї кар'єри гравця, що тривала цілих двадцять років.  Більшість часу, проведеного у складі «Портсмута», був основним гравцем команди. За цей час двічі виборював титул чемпіона Англії, ставав володарем Суперкубка Англії з футболу.

## Виступи за збірні
1949 року дебютував в офіційних матчах у складі національної збірної Англії. Протягом кар'єри у національній команді провів у її формі 48 матчів.
У складі збірної був учасником двох чемпіонату світу:
1950 року у Бразилії, де зіграв з Чилі (2-0), США (0-1) і з Іспанією (0-1).
1954 року у Швейцарії, де зіграв з Бельгією (4-4), Швейцарією (2-0) і в чвертьфіналі з Уругваєм (2-4).
З 1949 по 1950 рік захищав кольори другої збірної Англії, провівши у її складі 3 матчі.

## Кар'єра тренера
Розпочав тренерську кар'єру, повернувшись до футболу після тривалої перерви, 1977 року, очоливши тренерський штаб клубу «Портсмут». Досвід тренерської роботи обмежився цим клубом.
Помер 8 листопада 1982 року на 58-му році життя у місті Алтон.
| Дата       | Місто          | Господарі         | Результат | Гості             | Турнір                | Голи | Примітки                    |
| ---------- | -------------- | ----------------- | --------- | ----------------- | --------------------- | ---- | --------------------------- |
| 18-5-1949  | Осло           | Норвегія          | 1 – 4     | Англія            | товариський матч      | -    |                             |
| 22-5-1949  | Коломб         | Франція           | 1 – 3     | Англія            | товариський матч      | -    |                             |
| 21-9-1949  | Ліверпуль      | Англія            | 0 – 2     | Ірландія          | товариський матч      | -    |                             |
| 15-10-1949 | Кардіфф        | Уельс             | 1 – 4     | Англія            | Відбір до ЧС 1950     | -    |                             |
| 15-4-1950  | Глазго         | Шотландія         | 0 – 1     | Англія            | Відбір до ЧС 1950     | -    |                             |
| 14-5-1950  | Лісабон        | Португалія        | 3 – 5     | Англія            | товариський матч      | -    |                             |
| 18-5-1950  | Брюссель       | Бельгія           | 1 – 4     | Англія            | товариський матч      | -    |                             |
| 25-6-1950  | Ріо-де-Жанейро | Англія            | 2 – 0     | Чилі              | ЧС 1950 - 1-й етап    | -    |                             |
| 29-6-1950  | Белу-Оризонті  | Англія            | 0 – 1     | США               | ЧС 1950 - 1-й етап    | -    |                             |
| 2-7-1950   | Ріо-де-Жанейро | Англія            | 0 – 1     | Іспанія           | ЧС 1950 - 1-й етап    | -    |                             |
| 7-10-1950  | Белфаст        | Північна Ірландія | 1 – 4     | Англія            | Домашній чемпіонат    | -    |                             |
| 15-11-1950 | Сандерленд     | Англія            | 4 – 2     | Уельс             | Домашній чемпіонат    | -    |                             |
| 22-11-1950 | Лондон         | Англія            | 2 – 2     | Югославія         | товариський матч      | -    |                             |
| 20-10-1951 | Кардіфф        | Уельс             | 1 – 1     | Англія            | Домашній чемпіонат    | -    |                             |
| 14-11-1951 | Бірмінгем      | Англія            | 2 – 0     | Північна Ірландія | Домашній чемпіонат    | -    |                             |
| 28-11-1951 | Лондон         | Англія            | 2 – 2     | Австрія           | товариський матч      | -    |                             |
| 5-4-1952   | Глазго         | Шотландія         | 1 – 2     | Англія            | Домашній чемпіонат    | -    |                             |
| 18-5-1952  | Флоренція      | Італія            | 1 – 1     | Англія            | товариський матч      | -    |                             |
| 25-5-1952  | Відень         | Австрія           | 2 – 3     | Англія            | товариський матч      | -    |                             |
| 28-5-1952  | Цюрих          | Швейцарія         | 0 – 3     | Англія            | товариський матч      | -    |                             |
| 4-10-1952  | Белфаст        | Північна Ірландія | 2 – 2     | Англія            | Домашній чемпіонат    | -    |                             |
| 12-11-1952 | Лондон         | Англія            | 5 – 2     | Уельс             | Домашній чемпіонат    | -    |                             |
| 26-11-1952 | Лондон         | Англія            | 5 – 0     | Бельгія           | товариський матч      | -    |                             |
| 18-4-1953  | Лондон         | Англія            | 2 – 2     | Шотландія         | товариський матч      | -    |                             |
| 17-5-1953  | Буенос-Айрес   | Аргентина         | 0 – 0     | Англія            | товариський матч      | -    | призупинено через 36 хвилин |
| 24-5-1953  | Сантьяго       | Чилі              | 1 – 2     | Англія            | товариський матч      | -    |                             |
| 31-5-1953  | Монтевідео     | Уругвай           | 2 – 1     | Англія            | товариський матч      | -    |                             |
| 8-6-1953   | Нью-Йорк       | США               | 3 – 6     | Англія            | товариський матч      | -    |                             |
| 10-10-1953 | Кардіфф        | Уельс             | 1 – 4     | Англія            | Домашній чемпіонат    | -    |                             |
| 21-10-1953 | Лондон         | Англія            | 4 – 4     | Європа            | товариський матч      | -    |                             |
| 11-11-1953 | Ліверпуль      | Англія            | 3 – 1     | Північна Ірландія | Домашній чемпіонат    | -    |                             |
| 25-11-1953 | Лондон         | Англія            | 3 – 6     | Угорщина          | товариський матч      | -    |                             |
| 3-4-1954   | Глазго         | Шотландія         | 2 – 4     | Англія            | Домашній чемпіонат    | -    |                             |
| 16-5-1954  | Белград        | Югославія         | 1 – 0     | Англія            | товариський матч      | -    |                             |
| 23-5-1954  | Будапешт       | Угорщина          | 7 – 1     | Англія            | товариський матч      | -    |                             |
| 17-6-1954  | Базель         | Англія            | 4 – 4     | Бельгія           | ЧС 1954 - 1-й етап    | -    |                             |
| 20-6-1954  | Берн           | Швейцарія         | 0 – 2     | Англія            | ЧС 1954 - 1-й етап    | -    |                             |
| 26-6-1954  | Базель         | Англія            | 2 – 4     | Уругвай           | ЧС 1954 - чвертьфінал | -    |                             |
| 18-5-1955  | Мадрид         | Іспанія           | 1 – 1     | Англія            | товариський матч      | -    |                             |
| 22-5-1955  | Порту          | Португалія        | 3 – 1     | Англія            | товариський матч      | -    |                             |
| 2-10-1955  | Копенгаген     | Данія             | 1 – 5     | Англія            | товариський матч      | -    |                             |
| 22-10-1955 | Кардіфф        | Уельс             | 2 – 1     | Англія            | Домашній чемпіонат    | -    |                             |
| 2-11-1955  | Лондон         | Англія            | 3 – 0     | Північна Ірландія | Домашній чемпіонат    | -    |                             |
| 30-11-1955 | Лондон         | Англія            | 4 – 1     | Іспанія           | товариський матч      | -    |                             |
| 14-4-1956  | Глазго         | Шотландія         | 1 – 1     | Англія            | Домашній чемпіонат    | -    |                             |
| 14-11-1956 | Лондон         | Англія            | 3 – 1     | Уельс             | Домашній чемпіонат    | -    |                             |
| 26-11-1956 | Лондон         | Англія            | 3 – 0     | Югославія         | товариський матч      | -    |                             |
| 5-12-1956  | Вулвергемптон  | Англія            | 5 – 2     | Данія             | Відбір до ЧС 1958     | -    |                             |
| Усього     |                | Матчів            | 48        |                   | Голів                 | 0    |                             |

## Титули і досягнення
- Чемпіон Англії (2):

«Портсмут»: 1948-1949, 1949-1950
- Володар Суперкубка Англії з футболу (2):

«Портсмут»: 1949
Англія: 1950